# Adrian Garvey
Pour les articles homonymes, voir Garvey.
Pas d'image ? Cliquez ici

a Compétitions nationales et continentales officielles uniquement.

b Matchs officiels uniquement.
Dernière mise à jour le 15 juillet 2013.
Adrian Christopher Garvey, né le 25 juin 1968 à Bulawayo, est un joueur de rugby à XV sud-africain qui évolue au poste de pilier. Il joue avec l'équipe d'Afrique du Sud et l'équipe du Zimbabwe. En club, il évolue avec les Sharks.

## Biographie
Adrian Garvey dispute le Super 12 avec les Sharks. Il dispute dix matchs avec l'équipe du Zimbabwe dont trois pour le premier tour de la Coupe du monde de rugby 1991. Il effectue son premier test match avec les Springboks le 9 novembre 1996 à l'occasion d’un match contre l'équipe d'Argentine. Il joue le dernier le 10 octobre 1999 à l'occasion du premier tour de la Coupe du monde de rugby 1999.

## Statistiques en équipe nationale

### En équipe du Zimbabwe
- 10 sélections
- 8 points (2 essais)
- Sélections par année : 2 en 1990, 3 en 1991, 5 en 1993
- Participation à la Coupe du monde 1991 (3 matchs, 3 comme titulaire)

### En équipe d'Afrique du Sud
- 28 sélections
- 20 points (4 essais)
- Sélections par année : 5 en 1996, 10 en 1997, 12 en 1998, 1 en 1999
- Participation aux Tri-nations 1997, 1998.
- Participation à la Coupe du monde 1999 (1 match, 1 comme titulaire)